# Pisellino (Nerbini)
Pisellino è un personaggio protagonista di una omonima serie a fumetti pubblicato in Italia dalla Casa Editrice Nerbini.

## Storia editoriale
Venne ideato da Antonio Burattini ed esordì nel 1932 sul secondo numero di Topolino edito dalla Casa Editrice Nerbini. La serie di tavole auto conclusive continuò sui numeri successivi durante il 1933 e anche in seguito. Al personaggio verrà poi dedicato uno dei primissimi “albi” di Nerbini, una serie di volumi privi di periodicità che raccoglievano le storie pubblicate a puntate sui settimanali. Dal 1938 al 1941 al personaggio verranno dedicato anche 11 albi monografici e, dal 1939, anche una serie regolare settimanale edita fino al 1941. Il settimanale pubblica anche altre serie di produzione americana come Cino e Franco, Principe Valentino e italiana come Balillino di Burattini, Dino e Sandro di Riccardo Chiarelli e Giove Toppi e storie senza personaggi fissi di vari autori come Gaetano Vitelli, Mario Fantoni, Giorgio Scudellari, Aurelio Galleppini o Gino Esposito.